# Андерс Фог Расмусен
Андерс Фог Расмусен (на датски: Anders Fogh Rasmussen [ˈɑnɐs ˈfɔʊ̯ˀ ˈʁɑsmusn̩]) е датски политик.
Той е министър-председател на Дания (2001 – 2009, 3 мандата), както и парламентарен лидер на дясноцентристката партия Левица. Бил е също министър на данъчното облагане в периода 1987 – 1992 г.
Въвлечен е в спора за карикатурите на пророка Мохамед, които излизат в датски вестник на 30 септември 2005 г. На 5 април 2009 г. подава оставка от премиерския пост, а за министър-председател на Дания е избран Ларс Льоке Расмусен (Lars Løkke Rasmussen).
На 4 април 2009 г. е избран за 12-и генерален секретар на НАТО, който пост заема от 1 август 2009 до 30 септември 2014 г., когато е заменен от Йенс Столтенберг. От 2016 година служи като съветник на украинския президент Петро Порошенко.